# Gold Skies (single)
Gold Skies is een nummer van de Nederlandse dj Sander van Doorn, de Nederlandse dj Martin Garrix en het Canadese dj-duo DVBBS uit 2014, ingezongen door de Canadese zangeres Aleesia. Het is de vierde single van de gelijknamige debuut-EP van Garrix.
"Gold Skies" is een progressive housenummer met een optimistische tekst over liefde en geluk. De plaat werd een kleine hit in Nederland, het thuisland van Van Doorn en Garrix. Het werd Dancesmash op Radio 538 en eindigde op een 33e positie in de Nederlandse Top 40. Bij de zuiderburen in Vlaanderen kwam het op een 9e positie in de Tipparade terecht.

## Tracklijst
- Muziekdownload

1. "Gold Skies" (radioversie) - 3:55
2. "Gold Skies" (originele mix) - 5:29